# John Lennon/Plastic Ono Band
Pour les articles homonymes, voir John Lennon et Plastic Ono Band (homonymie).
Albums de John Lennon
Live Peace In Toronto 1969
(1969) Imagine
(1971)
Singles
1. Mother/Why
Sortie : 28 décembre 1970

John Lennon/Plastic Ono Band est le premier album solo de John Lennon. Auparavant, il a réalisé des albums expérimentaux avec Yoko Ono, ainsi que le Live Peace in Toronto 1969, enregistré en public à Toronto et attribué à The Plastic Ono Band. Cet album est l’un des plus populaires de Lennon en solo. John Lennon et Yoko Ono ont fait appel à Phil Spector, qui avait déjà produit le hit de Lennon Instant Karma!, pour coproduire cet album dans les studios Abbey Road. L'album est enregistré dans la foulée de la séparation des Beatles avec, comme musiciens principaux, Ringo Starr à la batterie et Klaus Voormann à la basse.  
Il existe deux albums "Plastic Ono Band" ayant la même pochette, l'un de John Lennon, l'autre de Yoko Ono. Ce dernier Yoko Ono/Plastic Ono Band est paru le même jour mais avec la position des artistes inversée.

## Historique

### Contexte
L'année 1969 est très mouvementée pour John Lennon : mariage avec Yoko Ono, les « bed in », divers engagements contre la Guerre du Viêt Nam, participation à un festival pour la paix (où sera réalisé Live Peace in Toronto 1969), un concert au London Lyceum, deux albums expérimentaux, deux singles (Give Peace a Chance et Cold Turkey), et une dispute en septembre avec les autres Beatles qui le poussera à leur annoncer en privé son retrait définitif du groupe.
Le premier semestre de 1970 s’avérera très difficile pour Lennon. D’emblée, son projet de festival pour la paix, prévu pour l’été 1970, est annulé. Le conflit d'intérêts qui l'oppose à Paul McCartney s'aggrave malgré la reprise par Phil Spector de la post-production de l'album Let It Be. Par ailleurs, ses problèmes récurrents avec les forces de police et la justice font les choux gras des tabloïds londoniens. Malgré tout, le single Instant Karma! sort en février et obtient un beau succès dans les charts.
John Lennon et Yoko Ono, dépendants aux drogues dures, se cloîtrent dans leur nouvelle propriété de Tittenhurst Park, d’où ils prennent connaissance du communiqué de presse dans lequel Paul McCartney annonce sa volonté de quitter les Beatles. Cette nouvelle n’est cependant que l’officialisation d’une volonté exprimée depuis plusieurs mois au sein du groupe.
C’est ainsi qu’ils décident de suivre une thérapie chez le docteur Arthur Janov, spécialiste du cri primal (primal scream) qui consiste à l’aide de cris et de pleurs à replacer le patient dans les situations les plus critiques de sa lointaine enfance. Même si la thérapie fut interrompue et inachevée du fait du départ des Lennon des États-Unis, elle eut des conséquences intéressantes sur l’artiste.

### Enregistrement
Revenu en Angleterre, John Lennon enregistre à partir du 26 septembre aux studios Abbey Road avec le Plastic Ono Band. Ce groupe à géométrie variable dont le personnel changeait selon les projets. Pour cet album, on retrouve Ringo Starr à la batterie et Klaus Voormann à la basse. Billy Preston joue du piano sur God et Phil Spector sur Love. John Lennon est au chant, à la guitare et au piano sur les autres chansons.

## Caractéristiques artistiques

### Analyse musicale
(décembre 2023).
- Si vous ne connaissez pas le sujet, laissez ce bandeau (vous pouvez alors contacter les auteurs).
- Si vous supprimez le contenu mis en cause (vous pouvez préalablement contacter les auteurs),

argumentez précisément cette suppression dans la page de discussion
(un manque de référence n'est pas un argument ; une recherche réelle de référence doit avoir été effectuée, être formellement documentée).
Toutes les chansons de l'album ont été écrites et composées par John Lennon. Le disque s'ouvre avec Mother, la base du disque, comparable à l’enfance qui est le point de départ de la vie. Après quatre coups de cloche glacials, commence ce rock tragique et émotionnel où l’auteur dans un trait de génie arrive à résumer dans de courts vers toute la douleur qu’il a subi étant enfant : Mama don’t go, Daddy come home que l’on traduira aisément par maman ne t’en va pas, papa reviens à la maison".
Ensuite Hold On propose de voir le présent avec optimisme. 
Avec I Found Out,  il s’en prend vivement aux idées pacifistes de ses contemporains (en particulier des hippies) qui circulaient beaucoup à cette époque pour ne garder que la réalité.
Dans Working Class Hero, une des plus brillantes chansons engagées jamais réalisées, Lennon défend la classe ouvrière, résultant des longues discussions qu'il a eu avec le docteur Arthur Janov (As soon as you’re born they make you feel small - depuis ta naissance ils font tout pour te réduire) tout en parlant de lui-même aussi.
Isolation, présente la solitude sous sa forme la plus fatale.
Remember, avec son air nostalgique nous ramène aux angoisses du début du disque, Lennon y fait référence à la Conspiration des poudres « No, no, remember, the fifth of november ».
Dans Love, la chanson se veut être un clin d'œil au John Lennon des années 60, en parlant de l'amour à la troisième personne ce qui nous rappelle The Word et All You Need Is Love.
Well Well Well se veut un retour au style primaire mis en scène par une guitare hurlante accompagnés de cris. Le sujet va de pair, avec une façon très crue de décrire l'amour dans sa vie de couple.
Look At Me, est une chanson toute douce qui contraste avec la précédente qui met à nu l'auteur et pose certaines questions existentielles. Écrite à l’époque où les Beatles étaient en Inde en 1968, elle n’avait pas été utilisée jusqu’alors.
God est la conclusion de cette saga : John Lennon détruit tous les mythes, y compris celui des Beatles, ceci à l'aide de litanies où il dresse la liste de toutes les choses auxquelles il ne croit pas ou ne croit plus : la Bible, la magie, Hitler, Jesus, John F. Kennedy, Elvis Presley, Bob Dylan (qu'il nomme ici par son vrai nom, Zimmerman) et enfin, et surtout, les Beatles. Après un court silence, où il nous suggère de mettre notre propre mythe, il révèle qu’il ne croit qu’en lui-même, et après une hésitation, il ajoute qu’il croit aussi en Yoko et termine la chanson en expliquant pourquoi il n’y a plus et n’y aura plus jamais de Beatles : la phrase The dream is over, (le rêve est fini) , dite avec la voix en sanglot ,  vient ponctuer d’un point final tous les rêves des fans désireux de voir la magie Lennon/McCartney renaître de ses cendres.
L’album s’achève de manière surprenante avec un petit passage qui s’appelle My Mummy’s Dead. Ce titre fut volontairement enregistré dans de moins bonnes conditions de manière que Lennon ait l’air de venir d’un passé lointain pour témoigner du drame que fut la mort de sa mère, Julia, douze ans auparavant.

### Pochette
On y voit John et Yoko rêveurs, réfugiés sous un chêne (arbre qui apporte la protection), éclairé par quelques rayons de soleil, loin du tumulte et de la gloire, enlacés. L'atmosphère y parait tranquille et John et Yoko sereins, paradoxe qui contraste fortement avec le contenu de l'album. La même photo orne la couverture du disque Yoko Ono/Plastic Ono Band paru le même jour mais avec la position des artistes inversée . C'est cette fois Yoko qui est dans les bras de son compagnon.

## Parution et réception
Sorti le 11 décembre 1970, l’album se classe n° 6 aux États-Unis et n° 11 au Royaume-Uni. 
Il a été remixé en 2000 sous la supervision de Yoko Ono, avec deux morceaux supplémentaires : le hit Power to the People et Do The Oz.
Le magazine Rolling Stone place l'album en 23e position de son classement des 500 plus grands albums de tous les temps.
Il est également cité dans l'ouvrage de référence de Robert Dimery Les 1001 albums qu'il faut avoir écoutés dans sa vie et dans un très grand nombre d'autres listes.

## Liste des chansons
Toutes les chansons sont écrites et composées par John Lennon.
| 1. | Mother             | 5:30 |
| 2. | Hold On (en)       | 1:50 |
| 3. | I Found Out (en)   | 3:34 |
| 4. | Working Class Hero | 3:46 |
| 5. | Isolation (en)     | 2:50 |

| 6.  | Remember (en)        | 4:32 |
| 7.  | Love                 | 3:20 |
| 8.  | Well Well Well (en)  | 5:55 |
| 9.  | Look at Me (en)      | 2:52 |
| 10. | God                  | 4:10 |
| 11. | My Mummy's Dead (en) | 0:50 |

| 12. | Power to the People | 3:22 |
| 13. | Do the Oz           | 3:07 |

## Classement
| Classement (1975)             | Meilleure position |
| ----------------------------- | ------------------ |
| Royaume-Uni (UK Albums Chart) | 8                  |
| États-Unis (Billboard)        | 6                  |

## Fiche de production

### Interprètes
- John Lennon : chant, guitare acoustique, guitare électrique, piano, orgue Hammond,
- Klaus Voormann : basse
- Phil Spector : piano sur Love
- Billy Preston : piano sur God
- Ringo Starr : batterie

### Équipe technique
- John Lennon : producteur
- Yoko Ono : productrice
- Phil Spector : producteur
- John Leckie : ingénieur du son
- Richard Lush : ingénieur du son
- Phil McDonald : ingénieur du son
- Andy Stevens : ingénieur du son